# Le Révolté
Le Révolté (frz. Der Revoltierende) war eine anarchistische Zeitung mit anarchokommunistischer Ausrichtung. Le Révolté war Nachfolgerin der Zeitschrift L’Avant-Garde von Paul Brousse, die von der schweizerischen Regierung 1878 verboten wurde.
Le Révolté wurde am 22. Februar 1879 in Genf gegründet und von Georges Herzig herausgegeben. Hauptautoren und Mitgründer waren Peter Kropotkin, der die meisten Artikel beisteuerte, und François Dumartheray. Unterstützung erhielt die Redaktion von Elisée Reclus und Jean Grave. Die erste Auflage betrug 2000 Exemplare, von denen viele Exemplare nach Frankreich geschmuggelt wurden. Am 12. April 1885 zog die Zeitung nach Paris und wurde von Jean Grave herausgegeben. Die Erscheinungsweise war anfangs zweimal monatlich, und ab 15. Mai 1886 wöchentlich. Am 3. September 1887 verurteilt wegen der Organisation einer illegalen Lotterie, änderte die Zeitung den Titel und erschien ab dem 17. September 1887 unter dem Namen La Révolte (Die Revolte).
Neben der Zeitschrift erschienen ab 1882 zahlreiche Broschüren, deren gesamte Auflage in den zwölf Erscheinungsjahren auf über eine Million Exemplare geschätzt wird.
Die letzte Ausgabe erschien am 10. März 1894. Ab 1895 erschien als Nachfolgerin Les Temps Nouveaux von Jean Grave.